# بوگدان بونداریو
بوگدان بونداریو (انگلیسی: Bogdan Bondariew؛ زادهٔ ۲ ژوئن ۱۹۷۴ ‏(۵۰ سال)) دوچرخه‌سوار اهل اوکراین است.
از باشگاه‌هایی که در آن بازی کرده‌است می‌توان به سی‌سی‌سی–اسپراندی–پولکوویتسه اشاره کرد.